# Ophioika tenuibrachia
Ophioika tenuibrachia – gatunek widłonoga z rodziny Chordeumiidae. Nazwa naukowa tego gatunku skorupiaków została opublikowana w 1951 roku przez duńskiego zoologa Poula Heegaarda.